# Um Pedaço da Realidade
Um Pedaço da Realidade (em inglês:  A Slice of Reality) é uma obra de arte moderna feita por Richard Wilson na margem norte-ocidental da Península de Greenwich. Consiste em um corte vertical da draga Arco Trent não mais usado e partes expostas dos antigos aposentos do navio junto a alguns elementos (uma mesa de bilhar visíveis nas plataformas mais baixas).